# Pievebovigliana
Pievebovigliana est une commune italienne de la province de Macerata dans la région Marches en Italie.

## Administration
| Période                                  | Période | Identité | Étiquette | Qualité |
| ---------------------------------------- | ------- | -------- | --------- | ------- |
|                                          |         |          |           |         |
| Les données manquantes sont à compléter. |         |          |           |         |

### Hameaux
Colle San Benedetto, Fiano, Frontillo, Isola, Roccamaia, San Giusto, San Maroto

### Communes limitrophes
Caldarola, Camerino, Cessapalombo, Fiastra, Fiordimonte, Muccia, Pieve Torina